# ويليام سكوت ماكلارين
ويليام سكوت ماكلارين هو طبيب بيطري وسياسي كندي، ولد في 29 يناير 1845 في لورينتيد ‏ في كندا، وتوفي في 13 سبتمبر 1909. نشط حزبياً في الحزب الليبرالي الكندي. وقد انتخب عضو مجلس العموم الكندي.